# Neurônio pseudounipolar

Ilustração de neurônios pseudounipolar (1) e bipolar (2).

Um neurônio pseudounipolar é um tipo de neurônio com um único neurito, isto é, possui apenas uma extensão de seu corpo celular. Tal tipo de neurônio origina-se embriologicamente como um neurônio bipolar, mas diferencia-se após seu desenvolvimento e, por mais que apresente um único neurito, não é considerado um neurônio unipolar.

## Estrutura
A extensão se trata de um axônio que é projetado do corpo celular por uma distância relativamente curta, até se dividir em dois ramos. Como nenhuma dessas ramificações é um dendrito, o axônio ramificado é encarregado de desempenhar ambas as funções de receber e transmitir sinais. O ramo periférico se estende do corpo celular aos órgãos periféricos, incluindo pele, articulações e músculos, enquanto o ramo central se estende do corpo celular à medula espinhal.

### Nos gânglios da raiz dorsal
Neurônios pseudounipolares podem ser localizados no gânglio da raiz dorsal. Seu axônio se estende para a raiz dorsal, onde se divide em dois ramos. O ramo central segue para as colunas dorsais da medula espinhal, onde são realizadas sinapses com outros neurônios. O ramo periférico viaja através da raiz dorsal distal até a pele, articulações e músculos.

### Nos gânglios sensoriais de nervos cranianos
Neurônios pseudounipolares também são encontrados na maioria dos gânglios sensoriais dos nervos cranianos. Especificamente nos gânglios trigêmeo, geniculado, superior e inferior do nervo glossofaríngeo e superior e inferior do nervo vago. As sinapses realizadas nesses casos ocorrem no núcleo sensorial principal do trigêmeo, no núcleo espinhal do trigêmeo ou no núcleo do trato solitário.

### No núcleo mesencefálico
O núcleo mesencefálico é formado por neurônios pseudounipolares que migraram para o tronco encefálico durante o desenvolvimento embrionário. Trata-se do único local no sistema nervoso central onde os corpos celulares dos neurônios pseudounipolares são encontrados.

## Função
Todos os neurônios pseudounipolares são neurônios sensoriais. Aqueles encontrados nos gânglios da raiz dorsal e na maioria dos gânglios sensoriais dos nervos cranianos transmitem informações sobre toque, vibração, propriocepção, dor e temperatura. Os neurônios presentes no gânglio geniculado, no gânglio inferior do nervo glossofaríngeo e no gânglio inferior do nervo vago também tratam informações sobre o paladar das papilas gustativas. Os do gânglio inferior do nervo glossofaríngeo transportam informações do corpo carotídeo e do seio carotídeo. E informações proprioceptivas do músculo da mastigação são transmitidas por neurônios do núcleo mesencefálico.